# Úmyslovice
Úmyslovice jsou obec v okrese Nymburk ve Středočeském kraji. Leží sedm kilometrů severovýchodně od města Poděbrady. Žije v nich 331 obyvatel.

## Historie
První písemná zmínka o obci pochází z roku 1291.
Ve vsi Úmyslovice (377 obyvatel, katolický kostel) byly v roce 1932 evidovány tyto živnosti a obchody: cihelna, obchod s dobytkem, holič, 3 hostince, kolář, kovář, krejčí, 4 obuvníci, pekař, 5 rolníků, 3 řezníci, 3 obchody se smíšeným zbožím, spořitelní a záložní spolek pro Úmyslovice, švadlena, trafika, truhlář, zámečník.
Ve vsi Ostrov (přísl. Blato, 250 obyvatel, samostatná ves se později stala součástí Úmyslovic) byly v roce 1932 evidovány tyto živnosti a obchody: 2 hostince, kovář, 2 trafiky, velkostatek Dvůr Blato, 2 zahradnictví.

## Obyvatelstvo
| Rok            | 1869 | 1880 | 1890 | 1900 | 1910 | 1921 | 1930 | 1950 | 1961 | 1970 | 1980 | 1991 | 2001 | 2011 | 2021 |
| -------------- | ---- | ---- | ---- | ---- | ---- | ---- | ---- | ---- | ---- | ---- | ---- | ---- | ---- | ---- | ---- |
| Počet obyvatel | 372  | 438  | 506  | 512  | 558  | 516  | 530  | 361  | 401  | 364  | 344  | 316  | 311  | 297  | 298  |
| Počet domů     | 40   | 44   | 45   | 56   | 73   | 80   | 115  | 116  | 112  | 105  | 101  | 119  | 123  | 135  | 146  |

## Obecní správa

### Územněsprávní začlenění
Dějiny územněsprávního začleňování zahrnují období od roku 1850 do současnosti. V chronologickém přehledu je uvedena územně administrativní příslušnost obce v roce, kdy ke změně došlo:
- 1850 země česká, kraj Jičín, politický i soudní okres Poděbrady[8]
- 1855 země česká, kraj Čáslav, soudní okres Poděbrady
- 1868 země česká, politický i soudní okres Poděbrady
- 1939 země česká, Oberlandrat Kolín, politický i soudní okres Poděbrady[9]
- 1942 země česká, Oberlandrat Hradec Králové, politický okres Nymburk, soudní okres Poděbrady[10]
- 1945 země česká, správní i soudní okres Poděbrady[11]
- 1949 Pražský kraj, okres Poděbrady[12]
- 1960 Středočeský kraj, okres Nymburk
- 2003 Středočeský kraj, okres Nymburk, obec s rozšířenou působností Poděbrady

### Části obce
- Ostrov
- Úmyslovice

Od 1. ledna 1980 do 23. listopadu 1990 k obci patřily i Kouty a Netřebice.

### Obecní symboly
Znak a vlajka byly obci uděleny rozhodnutím předsedy Poslanecké sněmovny Parlamentu České republiky dne 21. června 2018.

## Doprava
Dopravní síť
- Pozemní komunikace – Do obce vede silnice III. třídy.
- Železnice – Železniční trať ani stanice na území obce nejsou. Nejbližší železniční stanice je v obci Libice nad Cidlinou, vzdálené zhruba devět kilometrů.

Veřejná doprava 2025
- Autobusová doprava – V obci stavěly autobusové linky 540 v trase Poděbrady, žel. st. - Pátek, náves - Kouty - Úmyslovice - Dymokury - Chotěšice - Záhornice, U Tylů a 541 v trase Nymburk, hl. nádr. - Budiměřice - Netřebice - Úmyslovice - Senice - Okřínek, prodejna - Vrbice, U Váhy - Podmoky, U Kovárny - Městec Králové, nám. - (Běrunice - Kněžičky - Dlouhopolsko). Tyto linky ze zastávky Úmyslovice vytváří lokální přestupní uzel, jelikož zde na sebe autobusy vždy musí vzájemně počkat.

## Galerie

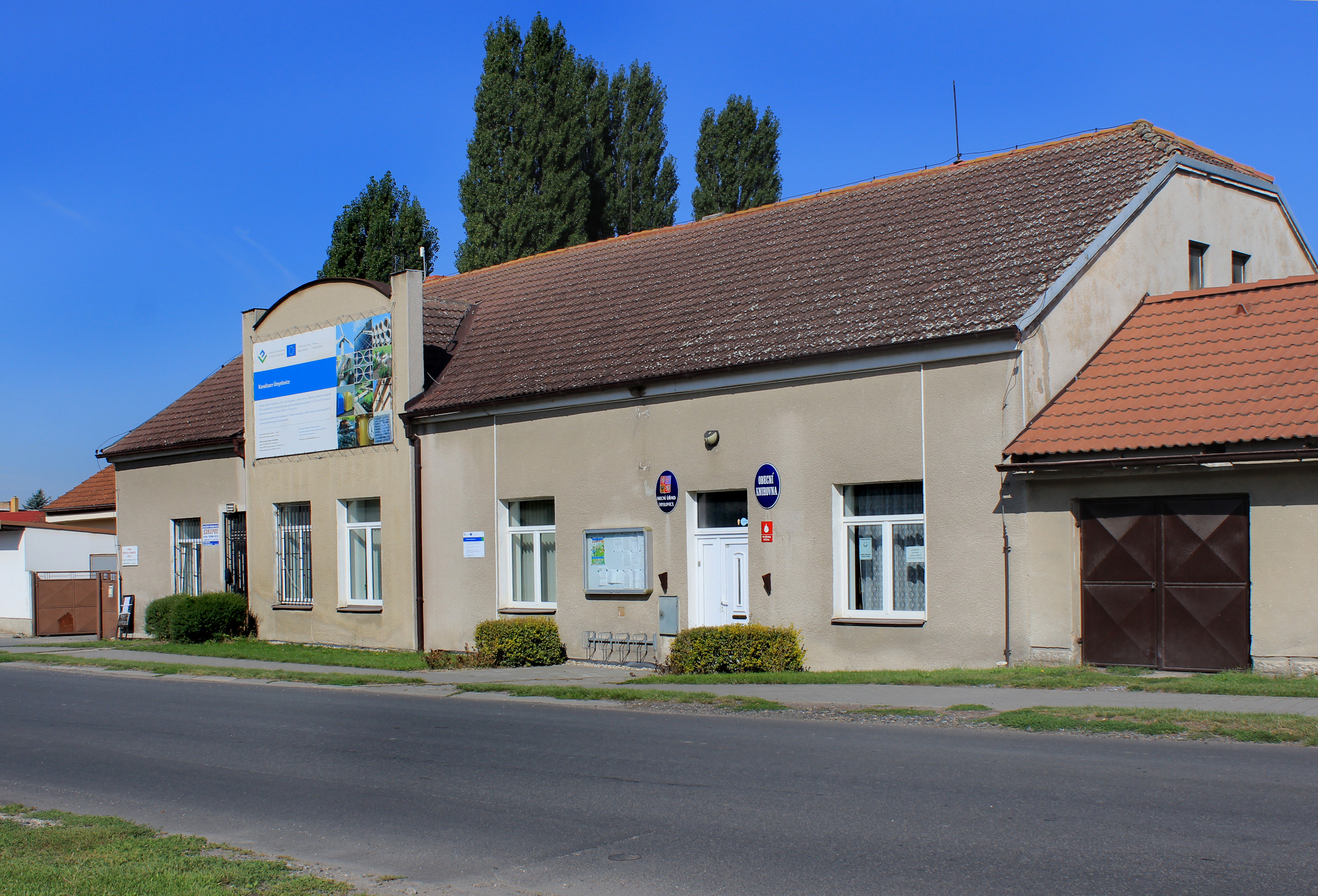
Obecní úřad
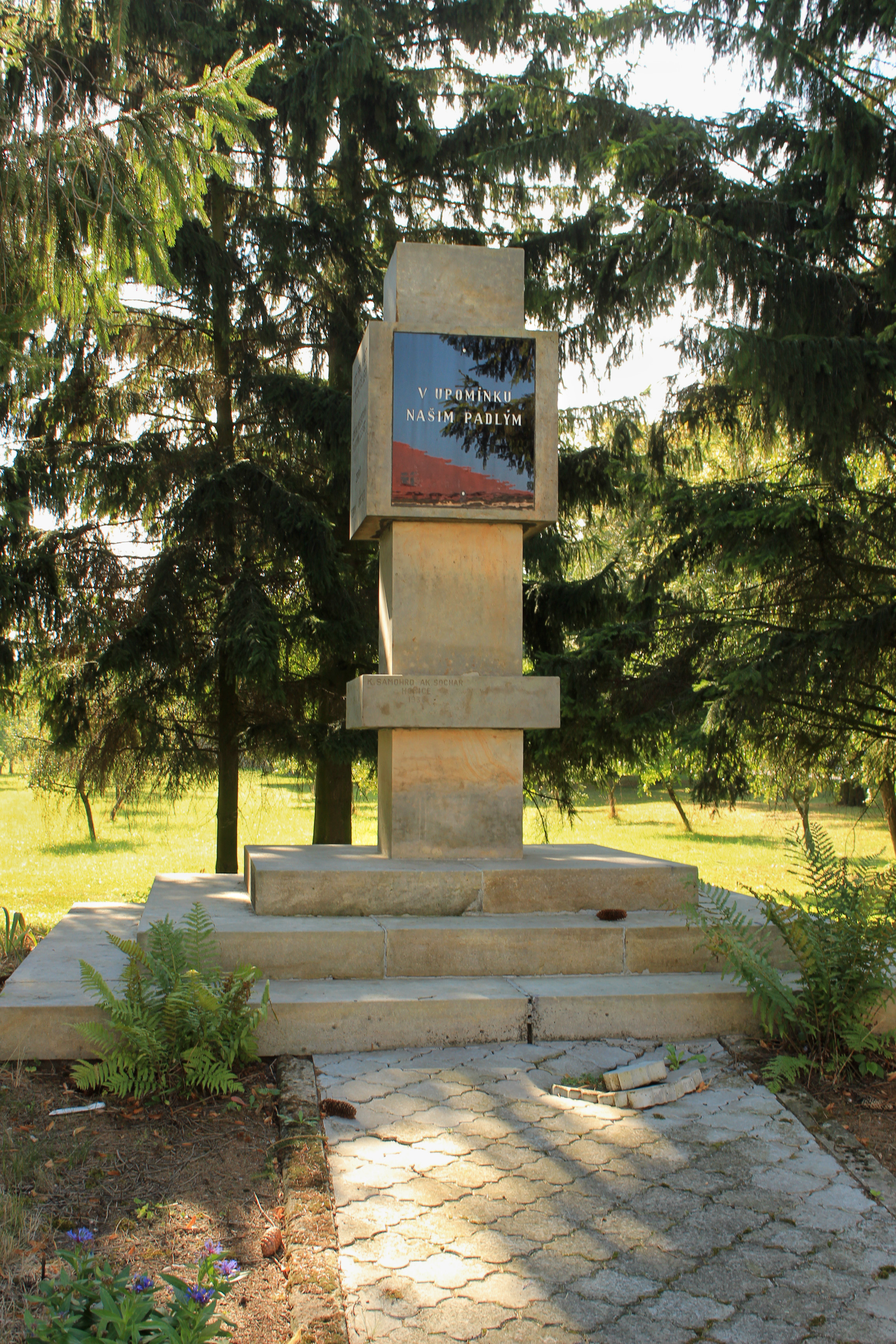
Památník
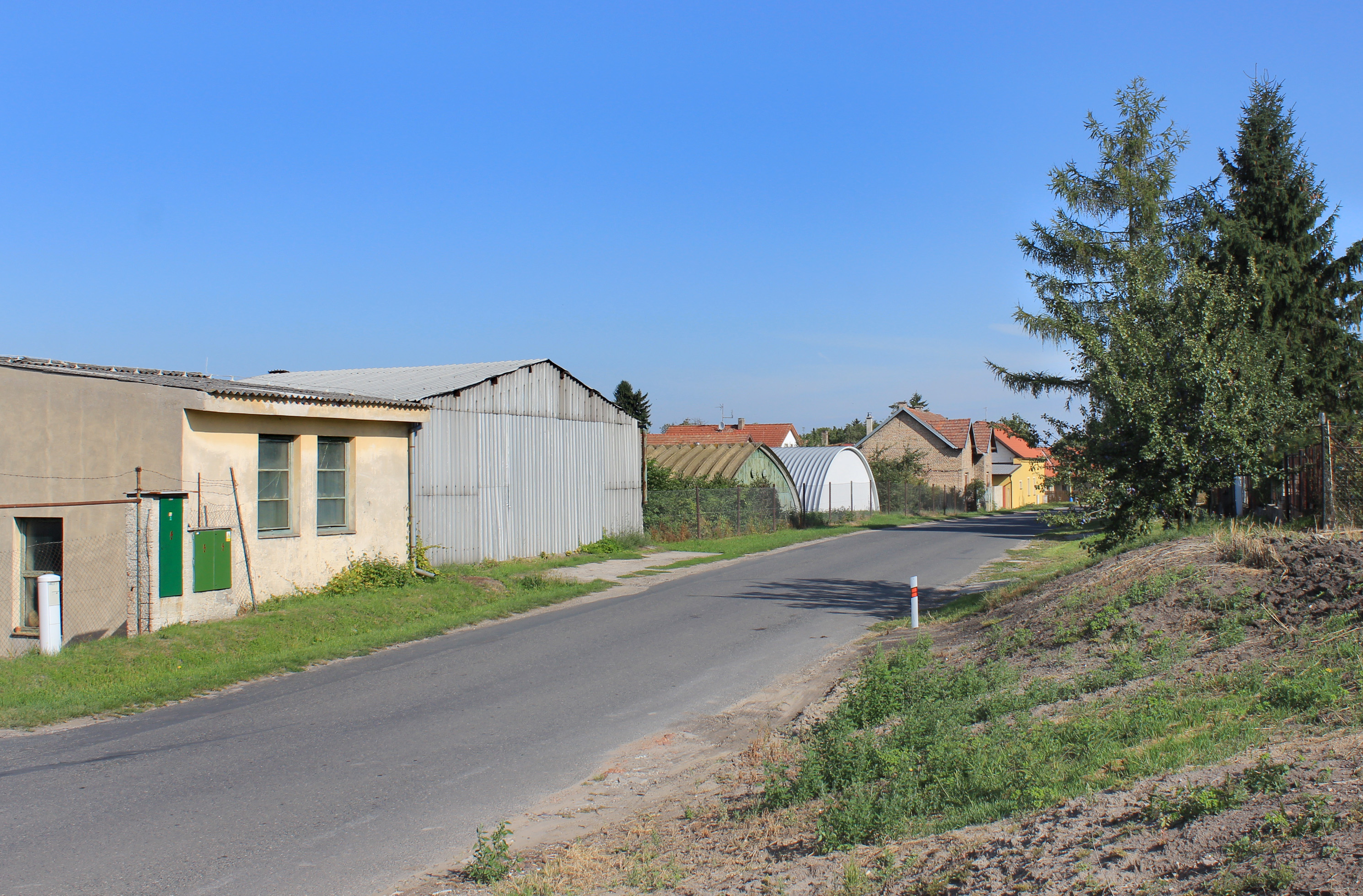
Jižní průmyslová část obce
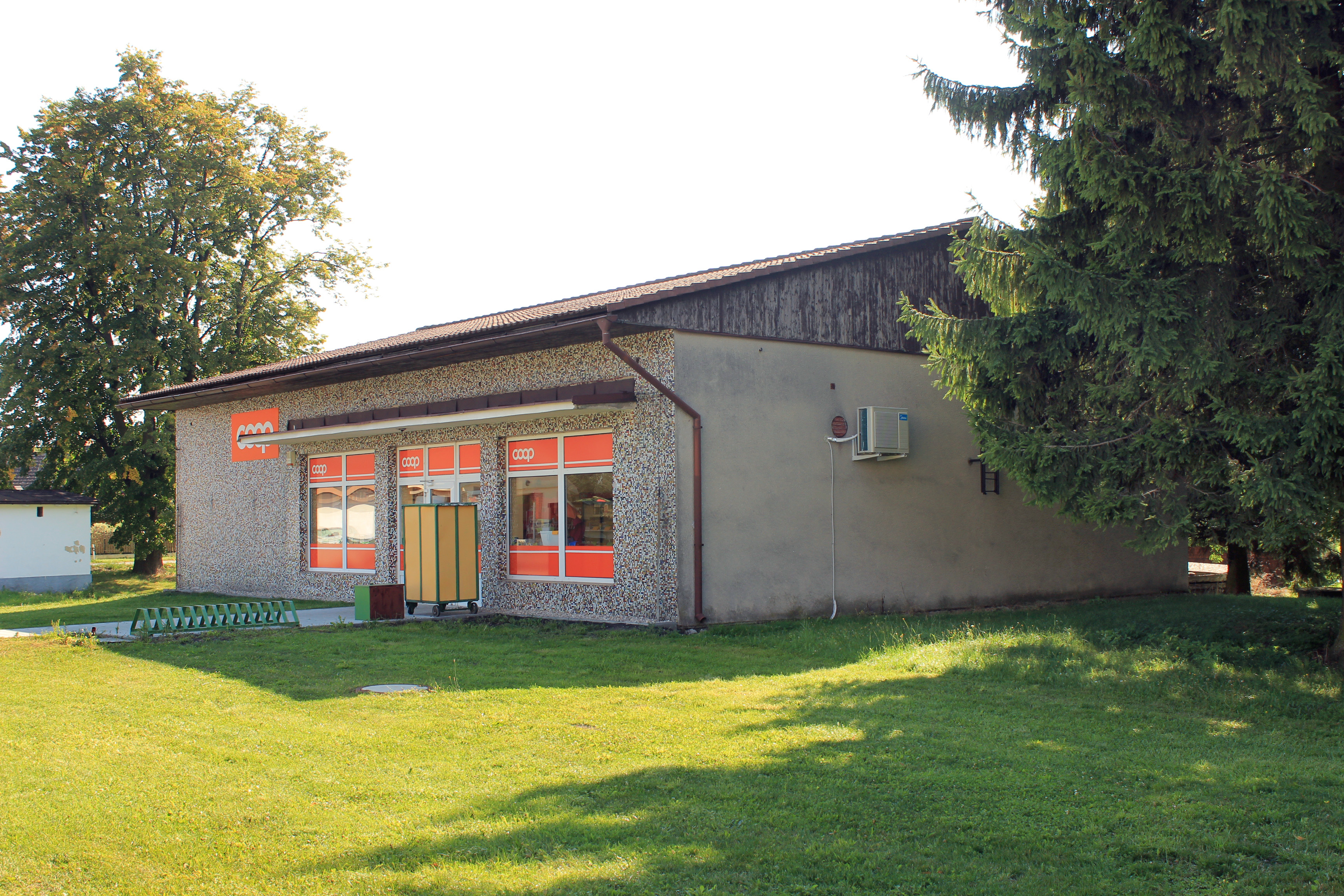
Prodejna